# Euderus alcidodes
Euderus alcidodes är en stekelart som beskrevs av Singh 2005. Euderus alcidodes ingår i släktet Euderus och familjen finglanssteklar. Inga underarter finns listade i Catalogue of Life.